# Marianna Kowalska
Marianna Czesława Kowalska (ur. 28 stycznia 1919 w Placusinie, zm. 2013) – kurpiowska hafciarka z Puszczy Białej.

## Życiorys
W wieku 13 lat nauczyła się haftować. Nauczycielką była jej matka Rozalia Turek oraz harciarki ze wsi Psary. Przed II wojną światową sprzedawała swoje wyroby hafciarskie spółdzielni rękodzielniczej w Gładczynie założonej przez Wandę Modzelewską (od 1938 z siedzibą w Pniewie). Już w 1936 prezentowała swoje prace na Zamku Królewskim w Warszawie.
W 1942 zamieszkała z mężem w Lutobroku. Pracowała w gospodarstwie rolnym. Od 1950 współpracowała ze Spółdzielnią CPLiA „Twórczość Kurpiowska” w Pułtusku, dzięki czemu mogła zawodowo zajmować się hafciarstwem. Wykonywała haft na tiulu na czepcach do białokurpiowskich strojów ludowych. Haftowała komplety obrusów i serwetek.
Od 1974 uczestniczyła w konkursach i wystawach sztuki ludowej. Udział w pierwszej powojennej wystawie sztuki ludowej w Pułtusku w 1949 zaowocował dwiema nagrodami (I miejsce): za hafty i strój. Brała udział i była nagradzana na konkursach: w Warszawie (1955), w Pułtusku (1973 i 1979), w Toruniu (1977), w Ostrołęce i Lublinie (1984). Uczestniczyła w Cepeliadach, kiermaszach i pokazach sztuki ludowej (Warszawa, Częstochowa, Kraków, Gdańsk, Gdynia, Ostrołęka, Pułtusk). Jej prace można zobaczyć w Muzeum Kultury Kurpiowskiej w Ostrołęce, Państwowym Muzeum Etnograficznym w Warszawie, Muzeum Mazowieckim w Płocku, Muzeum Etnograficznym im. Marii Znamierowskiej-Prüfferowej w Toruniu i Muzeum Wsi Lubelskiej w Lublinie.
Od 1977 była członkinią Stowarzyszenia Twórców Ludowych. Nauczyła haftować córki i ponad 30 kobiet z okolicznych wsi.
Została odznaczona Medalem 40-lecia Polski Ludowej, tytułem „Mistrz Rękodzieła Ludowego”, Oznaką „Zasłużony dla CPLiA”, Odznaką „Zasłużony Działacz Kultury”, a w 1988 Nagrodą im. Oskara Kolberga.

## Upamiętnienie
Jest jedną z bohaterek wystawy czasowej „Harciarka ręczna” dostępnej między 10 czerwca a 18 września 2022 w Muzeum Kultury Kurpiowskiej w Ostrołęce.